# ويليام إرفينغ
ويليام إرفينغ (بالإنجليزية: William Irving)‏ هو ممثل أمريكي، ولد في 17 مايو 1893 في ألمانيا، وتوفي في 25 ديسمبر 1943 بلوس أنجلوس في الولايات المتحدة.

## أعمال

### أفلام
- (1930) كل شيء هادىء على الجبهة الغربية[2]
- (1934) حدث ذات ليلة
- (1936) السيد ديدز يذهب إلى المدينة
- (1939) نينوتشكا
- (1940) الديكتاتور العظيم[3][4]

## وصلات خارجية
- ويليام إرفينغ على موقع IMDb (الإنجليزية)
- ويليام إرفينغ على موقع ألو سيني (الفرنسية)
- ويليام إرفينغ على موقع أول موفي (الإنجليزية)
- ويليام إرفينغ على موقع قاعدة بيانات الأفلام السويدية (السويدية)
- ويليام إرفينغ على موقع قاعدة بيانات الفيلم (الإنجليزية)
- ويليام إرفينغ على موقع كينوبويسك (الروسية)